# 始馬門溪龍屬
始馬門溪龍屬（學名：Eomamenchisaurus）是種蜥腳下目馬門溪龍科恐龍，化石發現於中國雲南省元謀縣，地質年代為侏羅紀中期。正模標本（編號CXMVZA 165）是一個不完整的身體骨骼，包含8八節脊椎、部分薦骨、右腸骨、右恥骨、成對坐骨、左脛骨、成對股骨。模式種元謀始馬門溪龍（E. yuanmouensis）於2008年由呂君昌等人命名、敘述。